# 佳能医疗系统
佳能医疗系统株式会社（英語：Canon Medical Systems Corporation）是佳能集团旗下的医疗设备制造商。原名为东芝医疗系统株式会社，曾隶属于东芝集团。

## 概要
该公司在X射线CT、MRI、超声、X射线透视等领域拥有广泛产品，是日本市场占有率领先的医疗设备制造商。在CT和超声领域分别拥有60%和35%的日本市场份额。
2016年从东芝集团剥离后成为佳能集团子公司。除硬件外，还提供PACS、电子病历、检查系统等解决方案，并与日本光电工业建立合作关系。

## 沿革
- 1930年：日本医疗电气株式会社成立。
- 1948年：公司重建。
- 1972年：更名为东芝医疗株式会社。
- 2003年：成立东芝医疗系统株式会社。
- 2016年：佳能收购该公司，成为其全资子公司。
- 2018年：更名为佳能医疗系统株式会社。

## 事业所
- 总公司：栃木县大田原市下石上1385番地
- 东京总部：东京都港区海岸3丁目20番20号
- 田町支持中心：东京都港区芝浦3丁目9番1号

## 主要子公司

### 日本国内
- 冲绳佳能医疗系统
- 佳能医疗金融
- 佳能电子管设备
- 佳能医疗技术供应

### 海外子公司
- 佳能医疗系统（美国、欧洲、亚洲、中国、韩国、马来西亚、土耳其等）
- 佳能医疗研发（美国、大连、欧洲）
- Vital Images
- Olea Medical

## 主要产品

### CT
- Aquilion 系列（16至320排多层）
- Activion / Alexion 系列（16排）
- Asteion 系列（入门机型）

### MRI
- Vantage Titan / Elan 系列（1.5T/3T）

### 超声诊断
- Aplio 系列
- Xario 系列
- Viamo（掌上型）
- Nemio（紧凑型）

### X射线设备
- 血管造影系统（Inifinix 系列）
- 透视系统（Ultimax、ZEXIRA 等）
- 一般摄影系统（RADREX、R-mini 等）
- 数字乳腺摄影（MAMMOREX 系列）
- 便携设备（IMC、IPF 系列）

### 其他
- SPECT 系统（Symbia E）
- 放射治疗系统（Elekta Synergy）